# Proteoplasti
I proteoplasti, anche chiamati proteinoplasti o aleuroplasti, sono organuli specializzati presenti solamente nelle cellule vegetali. Contengono corpi proteici cristallini. L'attività enzimatica di tali proteine può essere svolta nel proteoplasto stesso. Questi organuli vegetali sono presenti in grandi quantità nei semi, dove hanno la funzione di nutrire l'embrione. Semi con un'elevata quantità di proteoplasti sono le arachidi e le 
noci del brasile.
Proteoplasti sono un tipo di plastidi e appartengono alla famiglia dei leucoplasti (plastidi di riserva). Derivano dai proplastidi.